# Scooch
Scooch är en brittisk popgrupp som den 17 mars 2007 vann den brittiska uttagningen Eurovision: Making Your Mind Up till Eurovision Song Contest 2007 med låten "Flying the Flag (for You)". Vid tävlingen i Helsingfors den 12 maj hamnade gruppen näst sist på 23:e plats. Låten låg däremot på femte plats på brittiska singellistan under Eurovisionsschlagerfestivalen.

## Kontroverser
Deras vinst blev kontroversiell i hemlandet då deras medtävlare Justin Hawkins från The Darkness och Brian Harvey efteråt gick ut i pressen och sade att Scooch hade haft körsångare bakom scenen som sjöng hela låten istället för de själva. Både ansåg också att det var helt fel val eftersom de inte trodde att Scooch skulle ha en chans i den internationella finalen.
Den 28 mars 2007 anklagades Scooch av den svenska sångerskan Pandora för att ha plagierat hennes sång "No Regrets" från 1999. Hon har enligt egen uppgift skickat en anmälan om detta till EBU, som håller i tävlingen. BBC hävdade att Scooch-låten var en "original" och inte ett plagiat av Pandoras låt . Det hävdades at Scooch-medlemmarna över huvutaget inte hade någon kännskap till Pandoras låt.

## Diskografi
Album
- 2000 – Four Sure (UK Albums Chart #41)

Singlar
- 1999 – "When My Baby" (#29 på UK Singles Chart)
- 2000 – "More Than I Needed To Know" (UK #5)
- 2000 – "The Best Is Yet To Come" (UK #7)
- 2000 – "For Sure" (UK #15)
- 2007 – "Flying the Flag (for You)" (UK # 5)